# Hirtenregenpfeifer
Der Hirtenregenpfeifer (Anarhynchus pecuarius, Synonym: Charadrius pecuarius) ist eine Vogelart aus der Familie der Regenpfeifer und in Afrika südlich der Sahara sowie auf Madagaskar und im Nildelta anzutreffen, wobei er in manchen Gegenden ganzjährig vorkommt und in verschiedenen Regionen nur saisonal auftritt.

## Beschreibung
Der recht hochbeinige Hirtenregenpfeifer ist mit 14 bis 16 cm Länge etwas kleiner als ein Seeregenpfeifer. Die Flügellänge beträgt zwischen 98 und 106 mm, das Gewicht liegt knapp unter 50 g.
Im Prachtkleid sind Rücken und Oberseite graubraun und wirken durch dunkle Federzentren und hellere Säume verwaschen gemustert Die blassorange Färbung der Brust läuft zur weißlichen Unterseite hin langsam aus. Die Unterschwanzdecken sind weiß. Der Kopf ist überwiegend weiß, der sehr hoch über der weißen Stirn ansetzende Scheitel ist graubraun. Ein breiter, weißer Überaugenstreif geht im Nacken in ein breites Band über. Über die Stirn läuft ein schwarzes Band auf das Auge zu. Zügel, Augen- und Wangenstreif sind ebenfalls schwarz. Über die Halsseiten verläuft von dort ein schwarzes Band und geht im Nacken in einen schwarzen Strich über der das weiße Nackenband vom Rücken absetzt. Die Beine sind dunkelgrau.
Im Winter verlieren die adulten Vögel ihr unverwechselbares Gesichtsmuster und ähneln dem Seeregenpfeifer, behalten aber ihre fahl-orange Brustfärbung.
Die Färbung der Jungtiere gleicht dem Winterkleid adulter Vögel. Die blassorange Färbung beschränkt sich auf ein Brustband und zeigt sich auch an den Kopfseiten.

## Habitat und Lebensweise
Der Hirtenregenpfeifer bevorzugt offene, grasbestandene Uferlandschaften von Binnengewässern, insbesondere von flachen Salzpfannen, kommt aber auch (wenngleich seltener) an Meeresküsten vor. Der Hirtenregenpfeifer kommt aber auch auf den kurzgeschnittenen Grasflächen von Sportplätzen oder auf Flugfeldern vor. Er sucht auf offenen Grasflächen oder im trockenen Schlamm der Uferbereiche bei Tageslicht nach Insekten, Würmern, Krebsen und Muscheln. Der Hirtenregenpfeifer gehört neben dem Fahlregenpfeifer zu den wenigen Arten, die im Gebiet der Makgadikgadi-Salzpfannen ganzjährig und damit auch während der Trockenzeit vorkommen.
Außerhalb der Brutzeit lebt die Art einzeln oder gesellig in lockeren Gruppen. Auf Wanderzügen kommen Schwärme von bis zu 250 Vögeln vor.

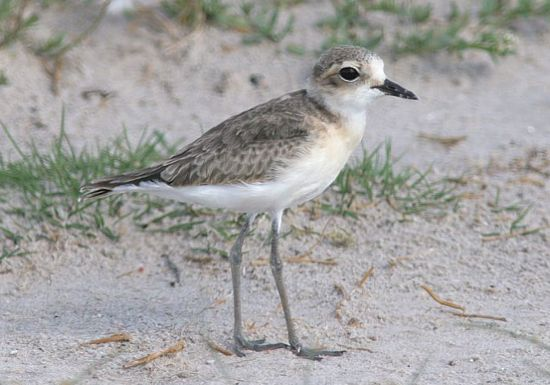
Hirtenregenpfeifer im Jugendkleid, Barberspan, Südafrika

Wetlands International hat zwölf Regionen identifiziert, die als bedeutende Brut- oder Rastplätze dieser Art gelten, weil an ihnen jeweils mehr als ein Prozent der Population vorkommen. Zu diesen gehören der Turkana-See in Kenia, der Manzala-See im Nordosten Ägyptens, der Abijatta in Äthiopien sowie der Lac Alaotra und der Lac Ihotry auf Madagaskar.

## Fortpflanzung
Die Brutzeit erstreckt sich von März bis September, in Simbabwe bevorzugt im September, in Transvaal hauptsächlich von Juli bis Oktober und in Natal vor allem von Mai bis Oktober. Der Hirtenregenpfeifer brütet in lockeren Kolonien auf offenem Feld. Die einfachen Nester sind mit Erde und Gras ausgepolstert und manchmal nur wenige Meter voneinander entfernt.
In der Regel bebrütet jedes Brutpaar 2 grünlich gelbe Eier mit dünnen, schwarzen Wellenlinien und Flecken, aus denen nach einer Brutdauer von 23 bis 27 Tagen die Küken schlüpfen. Dabei brütet das Männchen vorwiegend nachts und das Weibchen tagsüber. Die Jungvögel sind nach etwa 30 Tagen flügge.

## Innere Systematik

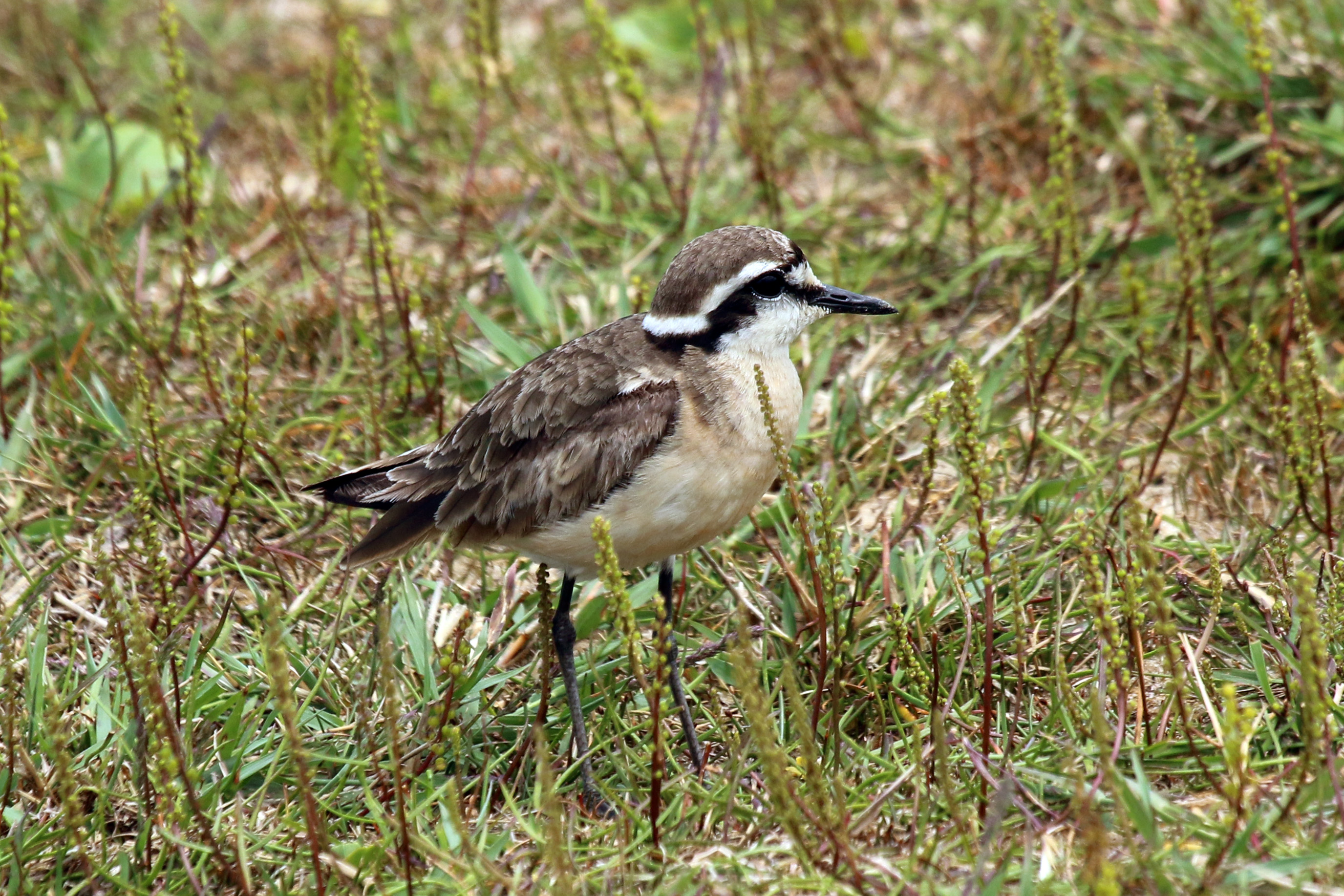
Hirtenregenpfeifer, Südafrika

Die Unterteilung der Art in Unterarten ist noch strittig. Grundsätzlich gilt aber, dass die Hirtenregenpfeifer, die ein Gebiet um den Äquator besiedeln, grundsätzlich kleiner sind als die Vögel, die in gemäßigteren Zonen nördlich und südlich davon anzutreffen sind. Zu den vorgeschlagenen Unterarten gehört unter anderem die Unterart Charadrius pecuarius allenbyi (Nicoll 1921) für die Hirtenregenpfeifer, die im Niltal bis nach Luxor vorkommen und die Unterart Charadrius pecuarius isabellinus (Clancey 1971), die von Ägypten bis zur Demokratischen Republik Kongo vorkommen. Vorgeschlagen wurde auch, die auf Madagaskar brütenden Hirtenregenpfeifer einer eigenen Unterart zuzuordnen (Hayman et al., 1986). Grundsätzlich gilbt aber, dass die Unterschiede zwischen den einzelnen Populationen gering und die Übergänge fließend sind.

## Benennung
Die im Englischen gebräuchliche Bezeichnung Kittlitz’s Plover geht zurück auf den deutschen Offizier und Vogelkundler Friedrich Heinrich Freiherr von Kittlitz, der den Hirtenregenpfeifer im Jahre 1831, nach der Erstbeschreibung durch Coenraad Jacob Temminck, auf der Rückfahrt von einer Afrikareise in Ägypten beobachtete und beschrieb.

## Belege

### Einzelbelege
1. ↑   Delany et al., S. 213
2. ↑   Delany et al., S. 209